# Hiromichi Yahara
Hiromichi Yahara (八原博通, Yahara Hiromichi) (12 octobre 1902 - 7 mai 1981) est un colonel de l'armée impériale japonaise qui fut chargé des opérations de la 32e armée durant la bataille d'Okinawa à la fin de la Seconde Guerre mondiale.

## Biographie
Né dans la préfecture de Tottori, Yahara sort diplômé de l'académie de l'armée impériale japonaise en 1923 et est affecté au 54e régiment d'infanterie, puis au 63e régiment en 1925. Il entre à l'école militaire impériale du Japon en 1926 et en sort diplômé en 1929 avant de retourner au 63e régiment. 
Il est affecté en 1930 au département du personnel du ministère de la Guerre. Il est ensuite envoyé aux États-Unis dans le cadre d'un échange d'officiers et est attaché au 8e régiment d'infanterie américain à Fort Moultrie. En 1935, il retourne au département du personnel.
Nommé instructeur en stratégie et tactique à l'école militaire impériale, il passe trois mois en Chine en tant qu'officier d'État-major de la 2e armée. Il retourne ensuite à l'école militaire comme instructeur. En septembre 1940, il est affecté comme agent japonais en Thaïlande, en Birmanie, et en Malaisie. De novembre à décembre, il fait des rapports à l'État-major de l'armée impériale japonaise en tant qu'expert de l'Asie du Sud-Est. En juillet 1941, il est poste à Bangkok en tant qu'attaché militaire. Le 15 novembre 1941, il reçoit des ordres secrets de la 15e armée basée à Saïgon. Il reste à Bangkok et participe aux négociations de l'occupation pacifique de la Thaïlande puis à l'invasion japonaise de la Birmanie avec la 15e armée. Il est rappelé au Japon pour raisons de santé et est affecté comme instructeur à l'école militaire.
Le 16 mars 1944, Yahara est affecté à Okinawa comme conseiller avant l'attaque américaine attendue pour organiser la stratégie de défense. Il recommande d'enliser les Américains dans une guerre de positions pour que l'invasion de Kyūshū soit retardée le plus possible ce qui permettrait aux défenseurs de mieux préparer leurs défenses.
Une fois la bataille d'Okinawa commencée, Yahara recommande de dissimuler les forces japonaises aussi longtemps que possible et de les utiliser principalement en situation défensive plutôt qu'offensive. Cependant, le chef d'État-major de la 32e armée, le général Isamu Chō, est relativement frustré par cette inertie relative du champ de bataille et recommande d'effectuer des charges banzaï sur les Américains.
Yahara est en désaccord avec cette recommandation mais ne la contredit pas. Quand il devient clair que les méthodes samouraï de Chō ne fonctionnent pas, mais qu'elles causent au contraire des pertes énormes dans l'infanterie japonaise et un recul du terrain contrôlé, Chō cède et permet à Yahara de continuer à prendre des décisions tactiques et opérationnelles.
Les méthodes de Yahara, puisque les Japonais n'ont pas la puissance de feu pour combattre les Américains directement et savent qu'ils ne peuvent pas gagner, est de se battre dans les cavernes le plus longtemps possible, puis, une fois les grottes perdues, de « reculer et défendre » - petit à petit - jusqu'à ce qu'il n'y ait plus de place pour se retirer.
Les généraux Isamu Chō et Mitsuru Ushijima ordonnent à Yahara de quitter les grottes de Mabuni après qu'ils se sont suicidés rituellement malgré le fait qu'Yahara demande à se suicider avec eux. Il sort de la grotte déguisé en professeur d'anglais. Ce déguisement fonctionne très bien mais il est finalement reconnu par l'armée américaine et fait prisonnier avec les privilèges dû à son rang. 
Après la guerre, Yahara écrit son récit de la bataille. Son Okinawa Kessen (« Bataille pour Okinawa »), d'abord publié en japonais en 1973, est le récit de son expérience à la tête des opérations japonaises durant l'invasion américaine. Il meurt en 1981.